# 15,2 cm kanon M/42
15,2 cm kanon M/42 var en Boforstillverkad sjöartilleripjäs vilken utgjorde huvudbestyckning på kryssare av Tre Kronor-klass och den nederländska De Zeven Provinciën-klassen.
Vid andra världskrigets utbrott hade nederländska marinen beställt ett antal 15-centimeters kanontorn för en ny kryssare Kijkduin. Kanonerna var av en ny, helautomatisk typ som skulle kunna användas både mot sjö- och luftmål och hade därför hög eldhastighet, riktningshastighet och elevation.
Efter Nazitysklands ockupation av Holland 1940 kunde de inte levereras. Holländarna, (som fortfarande behärskade Nederländska Ostindien) ville då annullera kontraktet. Inför hotet att tyskarna skulle begära utlämning av kanonerna, beslöt den svenska regeringen att beslagta dem. Marinförvaltningen fick därefter i uppdrag att ta fram en kryssarkonstruktion som passade till kanonerna.
Kanonerna uppställdes på de båda kryssarna i ett trippeltorn som vägde 130 ton och två dubbeltorn som vardera vägde 106 ton.